# Francisco de Paula Santander
Pour les articles homonymes, voir Santander.
Francisco José de Paula Santander y Omaña, né le 2 avril 1792 à Villa del Rosario de Cúcuta (Vice-royauté de Nouvelle-Grenade) et mort le 6 mai 1840 à Bogota (Nouvelle-Grenade), était un militaire et homme d'État colombien, héros de l'indépendance, qui fut le premier président de la République de Nouvelle-Grenade entre 1832 et 1837. Santander est connu sous le nom de « L'Homme des Lois » ("El Hombre de las Leyes" ).

## Vie personnelle

### Naissance
Francisco de Paula Santander naît le 2 avril 1792 à Villa del Rosario de Cúcuta dans le département de Norte de Santander en Colombie actuelle. Baptisé onze jours après sa naissance dans la chapelle de Santa Ana à El Rosario, il a pour parents Juan Agustín Santander Colmenares et Manuela Antonia Omaña. Après deux mariages ratés avec Paula Petronila de Vargas puis Justa Rufina Ferreira, Juan Agustín Santander, né à San José de Cúcuta, épouse en 1788 à l'âge de 43 ans une jeune veuve de 20 ans, Manuela Antonia de Omaña y Rodríguez, qui appartient à l'une des plus éminentes familles de la région. De cette union, naissent deux premiers enfants, Pedro José et Josefa Teresa, qui meurent en bas âge. Après la naissance de leur troisième enfant, Francisco de Paula Santander, ils ont une fille nommée Josefa Dolores. Juan Agustín, qui gère les travaux agricoles dans la zone de San Faustino, est propriétaire d'importantes plantations d'indigotiers. À partir de 1790, à Santafé, le vice-roi José Manuel de Ezpeleta, qui administre la Vice-royauté de Nouvelle-Grenade, le nomme gouverneur de la province de San Faustino de los Ríos, région qui connaît de graves problèmes socioéconomiques.

### Études
La première institutrice du jeune Francisco de Paula, Bárbara Josefa Chaves, lui apprend à lire et à écrire dans une petite école privée de Villa del Rosario. Par la suite, afin que son fils puisse intégrer le Colegio Real Mayor y Seminario de San Bartolomé à Bogotá, Juan Agustín Santander sollicite l'aide son beau-frère, le prêtre Nicolás Mauricio de Omaña, alors vice-recteur de cet établissement scolaire pour obtenir une bourse. Cette aide est accordée par le prêtre José Domingo Duquesne, qui est le recteur du Colegio.
Le 17 août 1805, Francisco de Paula Santander rejoint l'institution au sein de laquelle il acquiert un solide bagage universitaire. Il y apprend ainsi les bases de la théorie et des idées politiques ainsi que les doctrines juridiques et la législation romaine et espagnole. En 1808, il y obtient son baccalauréat en latin et en philosophie et, en 1809, il commence ses études en droit.

## Carrière militaire et politique

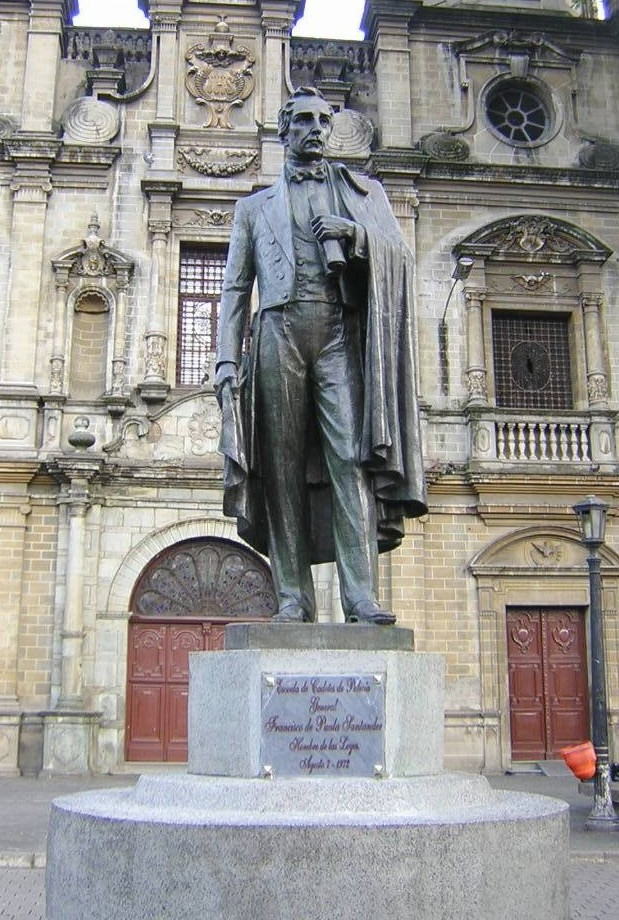
Statue du général Santander.

### Lutte pour l'indépendance
Il interrompt ses études en 1810 pour s'engager dans la lutte pour l'indépendance. Il commence avec le grade de sous-lieutenant pour gravir les échelons et finir par être nommé général en 1819 après la participation décisive de ses troupes à la victoire de Simón Bolívar à la bataille de Boyacá.

### Vice-présidence de Cundinamarca
Après l'indépendance de 1819, il est nommé vice-président de Cundinamarca (qui couvre à l'époque le territoire de l'actuelle Colombie).

### Vice-présidence de la Grande Colombie
Le 30 août 1821, le Congrès de Cúcuta approuve la constitution de Cúcuta qui est la première charte constitutionnelle de la Grande Colombie, composée de dix titres et de 191 articles. L'assemblée constituante décide alors d'élire les nouveaux représentants de ce pays. Simón Bolívar en est élu président car, sur les 59 députés présents, 50 votent en sa faveur, six pour Antonio Nariño, deux pour le général Carlos Soublette et un pour le général Mariano Montilla. Francisco de Paula Santander remporte l'élection pour le poste de vice-président face à Nariño. À l'issue des sept premiers tours, aucun de ces deux candidats ne parvient à obtenir les deux tiers des voix requises. Cependant, un nouveau vote permet à Santander d'obtenir 34 voix contre 19 pour Nariño et 6 pour José María del Castillo y Rada. Un autre tour est alors organisé pour séparer les deux premiers et le résultat penche en faveur de Santander, 38 députés lui accordant leur confiance contre 21 pour Nariño. Il devient ainsi vice-président de l'ensemble de la Grande Colombie pour cinq ans.

### Président de la République de Nouvelle-Grenade
Malgré une divergence de ses idées politiques, marquées par une ambition démocratique, avec celles du Libertador et des militaires, Santander est le vice-président de Bolívar lorsque celui-ci accède à la Présidence en 1826. À la suite de la conspiration du 25 septembre 1828 visant à éliminer physiquement Bolívar, il protesta devant le tribunal de son innocence. Le tribunal jugeant sur pièces put faire preuve sinon de sa participation à l'attentat, du moins de sa connaissance des faits et de sa complicité. La sentence à la peine de mort qui le frappa fut commuée par Bolivar en quelques années de prison puis à l'exil en 1828.  Il vit alors en Europe et aux États-Unis d'où il poursuit ses manœuvres  contre le Libertador. Rappelé en Colombie à la mort de Bolívar en 1830 (dissolution de la  Grande Colombie), il est président de la République de Nouvelle-Grenade à titre provisoire de 1832 à 1833, puis élu de nouveau pour les quatre années suivantes.

### Fin de vie
Après la fin de son mandat en 1837 et l'élection de José Ignacio de Márquez, il entre alors au Sénat et devient Président du Congrès. Il tombe gravement malade et meurt en 1840, alors qu'il préparait la campagne électorale pour revenir au pouvoir.

## Principales actions comme président
Durant ses mandats de président de la République de Nouvelle-Grenade, Santander a fortement favorisé l'éducation, qu'il juge indispensable pour mettre en œuvre les défis d'une nouvelle nation. Il est l'auteur de réformes économiques visant à supprimer les effets pervers du système colonial. En politique étrangère, il obtient la reconnaissance de son pays par le Venezuela en 1833 et par le Vatican en 1835.

## Hommages
En 1926, une statue de Santander est inaugurée à Bucaramanga (Colombie). Elle est réalisée par Raoul Verlet et fondue par Rudier.
À Paris, place de Colombie (16e arrondissement) se trouve aussi une statue de Santander.

### Ouvrage utilisé
- (es) Antonio Cacua Prada, Yo soy Nariño, Editora Guadalupe, 2008, 459 p. (ISBN 9789584439956)

1. ↑  « Capítulo VII : Nariño vicepresidente de Colombia : En nueva Pamplona »
2. 1 2  « Capítulo VII : Nariño vicepresidente de Colombia : Nariño frente a Santander »

### Autres références
1. ↑  Arismendi Posada, Ignacio; Gobernantes Colombianos; trans. Colombian Presidents; Interprint Editors Ltd.; Italgraf; Segunda Edición; Page 21; Bogotá, Colombia; 1983
2. 1 2 3 4 5 6 7  (es) Pilar Moreno De Angel, « Los primeros años de vida de un Hombre de Leyes. La infancia de Francisco de Paula Santander », Credencial Historia, no 144,‎ décembre 2001 (ISSN 0121-3296, lire en ligne)
3. ↑  (es) Pacheco Luis Eduardo, La familia de Santander, Juan José Durán, 1923 (lire en ligne), p. 23
4. 1 2  (es) Pedro Arciniegas Rueda, « Ficha bibliográfica : Francisco de Paula Santander », Credencial Historia, no 253,‎ 1er janvier 2011 (ISSN 0121-3296, lire en ligne)
5. ↑  (es)Luis Ociel Castaño Zuluaga, « Ficha bibliográfica : Francisco de Paula Santander », Bibliothèque Luis Ángel Arango (consulté le 13 juillet 2012)
6. 1 2  (es) Luis Gabriel Castro, La capitale de la Gran Colombia, Imprenta Departamental, 1943, 381 p., p. 182
7. ↑  « Statue du général Francisco de Paula Santander – Bucaramanga », sur e-monumen.net (consulté le 30 mars 2020).
8. ↑  « La place de Colombie - Paris 16e », sur paris1900.lartnouveau.com (consulté le 30 mars 2020).